# Rica Maase
Rica Maase (* 22. November 1999 in Dresden) ist eine deutsche Volleyballspielerin.

## Karriere
Maase begann ihre Karriere 2013 beim VC Olympia Dresden, der Nachwuchsmannschaft des Dresdner SC. In der Saison 2015/16 und 2016/17 spielte die Diagonalangreiferin mit dem Team in der Zweiten Bundesliga Süd. Dabei hatte sie bereits ein Doppelspielrecht, trainierte auch mit dem Bundesligateam, kam aber in der Bundesliga noch nicht zum Einsatz. Zur Saison 2017/18 unterzeichnete sie einen Dreijahresvertrag beim Dresdner SC und rückte in das Bundesligateam des Dresdner SC auf. In ihrer ersten Profisaison erreichte Maase mit dem Dresdner Verein den Pokalsieg sowie den Einzug in das Playoff-Halbfinale. In der Saison 2018/19 schied sie mit dem Team bereits im Playoff-Achtelfinale aus dem Kampf um die Deutsche Meisterschaft aus. Im Mai gaben der Dresdner SC und Bundesligakonkurrent Schwarz-Weiss Erfurt bekannt, dass Maase für die Saison 2019/20 nach Erfurt ausgeliehen wird, wo die Diagonalangreiferin Spielpraxis sammeln soll. Diese Ausleihe wurde durch eine Zusammenarbeit der Trainer Alexander Waibl und Florian Völker möglich. Nach der Spielzeit entschied sich Schwarz-Weiß Erfurt dazu, Maase fest unter Vertrag zu nehmen. In der Saison 2022/23 spielte sie beim amtierenden deutschen Vizemeister SC Potsdam, mit dem sie deutsche Vizemeisterin wurde. Anschließend wechselte sie zum Ligakonkurrenten USC Münster. Anfang Januar 2024 löste Maase ihren Vertrag vorzeitig auf und wechselte nach Griechenland zu Ilisiakos Athen.

## Familie
Rica Maases Bruder Lukas Maase ist ebenfalls ein Volleyball-Profi.